# Johnny "Man" Young
Pour les articles homonymes, voir Young.
Johnny Young, né le 1er janvier 1918 à Vicksburg et mort le 18 avril 1974  à Chicago, est un chanteur de blues, mandoliniste et guitariste américain, l’un des premiers de la nouvelle génération d'artistes de blues électrique à avoir enregistré à Chicago après la Seconde Guerre mondiale.
Il est l’un des rares joueurs de mandoline actifs dans la musique blues de l’après-guerre. Il doit son surnom "Man" à sa mandoline.

## Biographie
Né à Vicksburg, il joue  dans les années 1930 dans des groupes à cordes dans le Mississippi. Il a également affirmé avoir travaillé avec Sleepy John Estes au Tennessee avant de déménager à Chicago en 1940. En 1943, il travaille avec Sonny Boy Williamson I et Muddy Waters. À la fin des années 1940, il devient un joueur régulier de Maxwell Street, souvent associé à son cousin, le guitariste Johnny Williams, et dans des clubs avec Williams et Little Walter.
Il enregistre pour la première fois en 1947 pour le label Ora Nelle. Il y chante Money Taking Woman en face A, accompagné par Johnny Williams, qui chante Worried Man Blues en face B. Lors d'une deuxième session fin de 1948, ils sont rejoints par Snooky Pryor à l’harmonica et enregistrent un single pour le label Planet, sorti sous le nom de Man Young. Une séance ultérieure, pour J.O.B. Records, n'est pas sortie. Il joue aussi de la guitare derrière Snooky Pryor dans une session pour Vee-Jay, avant de se retirer dans les années 1950,.
Avec l’intérêt croissant du public blanc pour le blues et le "blues revival" du début des années 1960, il sort de sa retraite en 1963 et enregistre pour plusieurs labels, dont Vanguard, Testament, Arhoolie et Blue Horizon, jusqu’au début des années 1970.
Il meurt d’une crise cardiaque, à Chicago, en 1974, et est enterré au cimetière de Lincoln, à Urbana, en Illinois.

## Discographie sélective

### Singles
- Money Taking Woman/Worried Man Blues (Ora Nelle, 1947)
- My Baby Walked Out/Let Me Ride Your Mule (Planet, 1948)

### Albums
- Johnny Young and His Chicago Blues Band (Arhoolie, 1966)
- Chicago/The Blues/Today!, vol. 3 (Vanguard, 1967, avec Johnny Shines)
- Chicago Blues (Arhoolie, 1968)
- Fat Mandolin (Blue Horizon, 1970)
- I Can't Keep My Foot from Jumping (Bluesway, 1973)
- Johnny Young and His Friends (Testament, 1975)

## Source de la traduction
- (en) Cet article est partiellement ou en totalité issu de l’article de Wikipédia en anglais intitulé « Johnny "Man" Young » (voir la liste des auteurs).